# Primera División Femenina de Venezuela
La Primera División Femenina de Venezuela es el torneo de mayor relevancia y la máxima categoría en el fútbol femenino profesional venezolano (equivalente a la primera división del fútbol femenino de Venezuela), es organizado por la Federación Venezolana de Fútbol, a través de la Comisión de Fútbol Femenino.
El equipo campeón clasifica a la Copa Libertadores Femenina.

## Historia
El primer campeonato se organizó en el 2017 con la participación de 14 equipos.
Hasta 2016 Venezuela tenía una liga amateur de fútbol femenino y los contratos para las jugadoras no eran obligatorios. Ahora, con la creación de la Superliga Femenina de Fútbol en 2017, las jugadoras criollas tendrán salarios, seguro y mayor protección para desarrollar su carrera deportiva.
| Año  | Nombre                                 |
| ---- | -------------------------------------- |
| 2017 | Superliga Femenina Fútbol (Venezuela)  |
| 2022 | Primera División Femenina de Venezuela |

## Sistema de competición
La Primera División Femenina de Venezuela tendrá una duración aproximada de ocho meses y se dividirá en dos torneos a lo largo del año: Torneo Apertura y Torneo Clausura. Cada uno tendrá una duración aproximada de 4 meses.
A su vez, cada uno de éstos torneos se compondrá de dos fases; en la primera instancia los 14 equipos se dividirán en dos grupos de siete, respetando para esto criterios de cercanía geográfica (Grupo Centro Occidental y Grupo Centro Oriental), en esta fase los siete equipos de cada grupo jugarán partidos de ida y vuelta entre sí en un total de 14 fechas, jugando cada uno un total de doce juegos por torneo. La segunda fase de cada torneo constará de semifinales y final definiéndose los emparejamientos de la siguiente manera: 1.º del Occidental vs 2.º del Oriental y 1.º del Oriental vs 2.º del Occidental, los ganadores de cada llave avanzarán a la gran final del torneo. Tanto las semifinales como la final se jugarán a partidos de ida y vuelta. Quien resulte ganador del torneo Apertura asegura una plaza para disputar la final absoluta contra el campeón del torneo Clausura.
Durante las primeras dos temporadas no habrán ascensos ni descensos con la finalidad de afianzar la competencia nacional.

## Participantes temporada 2024
La temporada 2024 inicia el 7 de abril con la participación de 12 equipos, que disputarán el torneo apertura.
Grupo A
| Equipo                  | Ciudad         | Entrenador           | Estadio                       | Capacidad | Marca       |
| ----------------------- | -------------- | -------------------- | ----------------------------- | --------- | ----------- |
| Academia Puerto Cabello | Puerto Cabello | Bandera de Venezuela | Complejo Deportivo Socialista | 6000      | Givova      |
| Carabobo                | Valencia       | Bandera de Venezuela | Polideportivo Misael Delgado  | 10400     | New Arrival |
| Deportivo Táchira       | San Cristóbal  | Alexis Duque         | Polideportivo de Pueblo Nuevo | 38 755    | Attle       |
| Estudiantes de Mérida   | Mérida         | Bandera de Venezuela | Metropolitano de Mérida       | 42 200    | New Arrival |
| Rayo Zuliano            | Maracaibo      | Bandera de Venezuela | Cancha de los Sueños          | 25 500    | Attle       |
| Portuguesa FC           | Acarigua       | Bandera de Venezuela | Jose Antonio Paez             | 14 500    | Attle       |

Grupo B
| Equipo                | Ciudad    | Entrenador           | Estadio                                            | Capacidad | Marca                |
| --------------------- | --------- | -------------------- | -------------------------------------------------- | --------- | -------------------- |
| ADIFFEM               | Miranda   | Ezequiel Moreno      | Futsal Park de Los Samanes                         | 6000      | Givova               |
| Caracas               | Caracas   | Gimino Tropiano      | Olímpico de la UCV                                 | 20 900    | RS                   |
| Deportivo La Guaira   | La Guaira | Bandera de Venezuela | Centro de Alto Rendimiento 'Santo Tomás de Aquino' | 10 400    | Fila                 |
| Metropolitanos        | Caracas   | Bandera de Venezuela | Olímpico de la UCV                                 | 20 900    | RS                   |
| Marítimo de La Guaira | La Guaira | Bandera de Venezuela | Complejo Camurí Chico                              | 51 796    | Bandera de Venezuela |
| Texyehs               | Caracas   | Bandera de Venezuela |                                                    | 20 900    | Bandera de Venezuela |

## Palmarés
| Temporada                              | Campeón                      | Subcampeón                   | Título Apertura              | Título Clausura              |
| Superliga femenina de fútbol           | Superliga femenina de fútbol | Superliga femenina de fútbol | Superliga femenina de fútbol | Superliga femenina de fútbol |
| -------------------------------------- | ---------------------------- | ---------------------------- | ---------------------------- | ---------------------------- |
| 2017                                   | Estudiantes de Guárico       | Flor de Patria               | Estudiantes de Guárico       | Estudiantes de Guárico       |
| 2018                                   | Flor de Patria               | Deportivo Táchira            | Flor de Patria               | Flor de Patria               |
| 2019                                   | Estudiantes de Caracas       | Flor de Patria               | no hubo                      | no hubo                      |
| Primera División Femenina de Venezuela |                              |                              |                              |                              |
| 2022                                   | Deportivo Lara               | Madeira Lara Club            | no hubo                      | no hubo                      |
| 2023                                   | Caracas FC                   | ADIFFEM                      | no hubo                      | no hubo                      |
| 2024                                   | ADIFFEM                      | Marítimo de La Guaira        | no hubo                      | no hubo                      |

## Títulos por clubes
- Un total de 4 clubes han obtenido al menos un título en la competición.

| Club                   | Títulos | Subtítulos | Años campeón | Años subcampeón |
| ---------------------- | ------- | ---------- | ------------ | --------------- |
| Flor de Patria         | 1       | 2          | 2018         | 2017, 2019      |
| ADIFFEM                | 1       | 1          | 2024         | 2023            |
| Estudiantes de Caracas | 1       | 0          | 2019         | ----            |
| Estudiantes de Guárico | 1       | 0          | 2017         | ----            |
| Deportivo Lara         | 1       | 0          | 2022         | ----            |
| Caracas FC             | 1       | 0          | 2023         | ----            |
| Deportivo Táchira      | 0       | 1          | ----         | 2018            |
| Madeira Lara Club      | 0       | 1          | ----         | 2022            |